# 土佐くろしお鉄道9640形気動車
土佐くろしお鉄道9640形気動車 （とさくろしおてつどう9640がたきどうしゃ）は、2002年（平成14年）に10両、2005年（平成17年）に1両、計11両が製造された土佐くろしお鉄道ごめん・なはり線用の気動車である 。2002年（平成14年）製のうち2両は側面片側を開放デッキとした特別仕様車、2005年（平成17年）製の1両はお座敷車としても使用できる仕様となっている。

## 概要
日本国有鉄道経営再建促進特別措置法により建設が凍結されていた阿佐線のうち、後免駅 - 奈半利駅間が土佐くろしお鉄道ごめん・なはり線として2002年（平成14年）7月に開業することに先立ち、製造された気動車である。形式名「9640」は「くろしお」にちなんだものである。同年3月に特別仕様車2両（9640-1S、2S）、一般車8両（9640-3 - 10）が製造され、予備車確保のため2005年（平成17年）に1両（9640-11）が追加されている。第三セクター鉄道では製造者が準備した標準仕様に近いものを採用する事例が多かったが、9640形は車体寸法、材質などが製造者の標準仕様と異なり、2002年（平成14年）製造の10両は5両ずつ富士重工業と新潟鐵工所に発注されている。路線バス、乗用車などの既存交通機関との対抗上四国旅客鉄道（JR四国）高知駅への乗り入れは必須と判断され、JR四国1000形気動車と連結運転可能な性能をもっている。全車エンジンなどの走行装置は共通で、小松製作所製SA6D140-H-1ディーゼルエンジンを331 kW（450 PS）に設定して採用した。全車21 m級のステンレス製車体、正面貫通式、両運転台、トイレありだが、特別仕様車2両（1S、2S）は鯨をイメージした流線型の先頭部をもち、海側をオープンデッキ式の通路とした構造で、座席は転換クロスシート、一般車（3 - 10）は通常の平妻の車体で車内は後免寄りがロングシート、奈半利寄りが転換クロスシート、2005年（平成17年）製の1両（11）はお座敷車として使用可能で、平妻車体、車内はロングシートとなっている。開業時から高知駅乗入、JR四国1000形との併結運転が行われているほか、土讃線土佐山田駅まで乗り入れる運用にも使用されている。特別仕様車のうち1両（9640-2S）とお座敷対応の1両（9640-11）は日本宝くじ協会の助成を受けた宝くじ号 で、9640-11には「手のひらを太陽に号」の愛称がつけられている。
| 車号           | 9640-1S・2S                | 9640-3 - 5        | 9640-6 -10        | 9640-11        |
| 座席           | 転換クロス+ 折り畳み式座席 | セミクロス        | セミクロス        | ロング         |
| 座席モケット   | 革                         | ロング赤/転クロ青 | ロング青/転クロ赤 | 青             |
| 定員（人）     | 107                        | 132               | 132               | 135            |
| 座席定員（人） | 30                         | 52                | 52                | 55             |
| 自重（t）      | 33.9                       | 32.9              | 31.5              | 32.9           |
| 製造所         | 富士重工業                 | 富士重工業        | 新潟鐵工          | 新潟トランシス |

## 車体

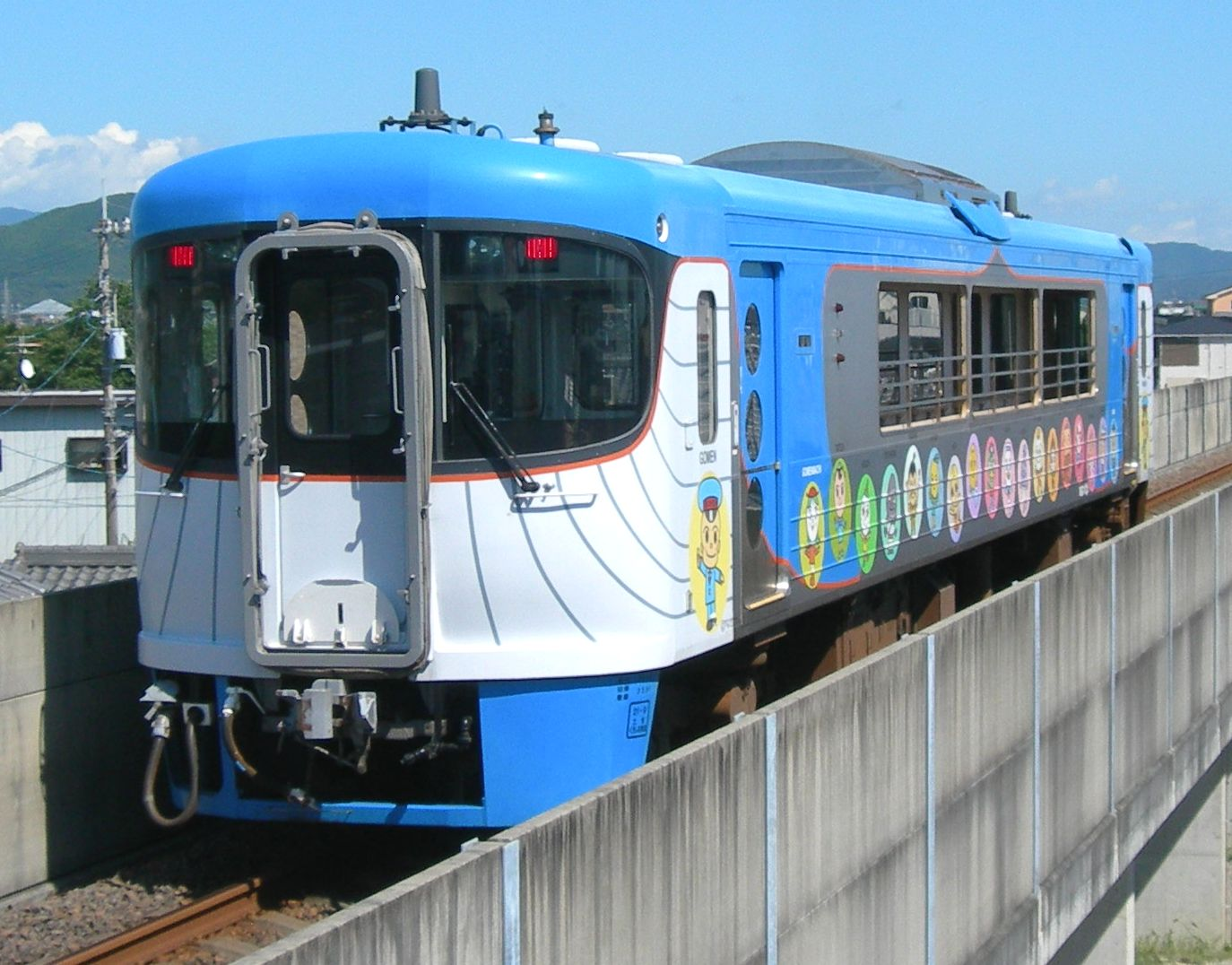
特別仕様車外観（1S）
青色ベース

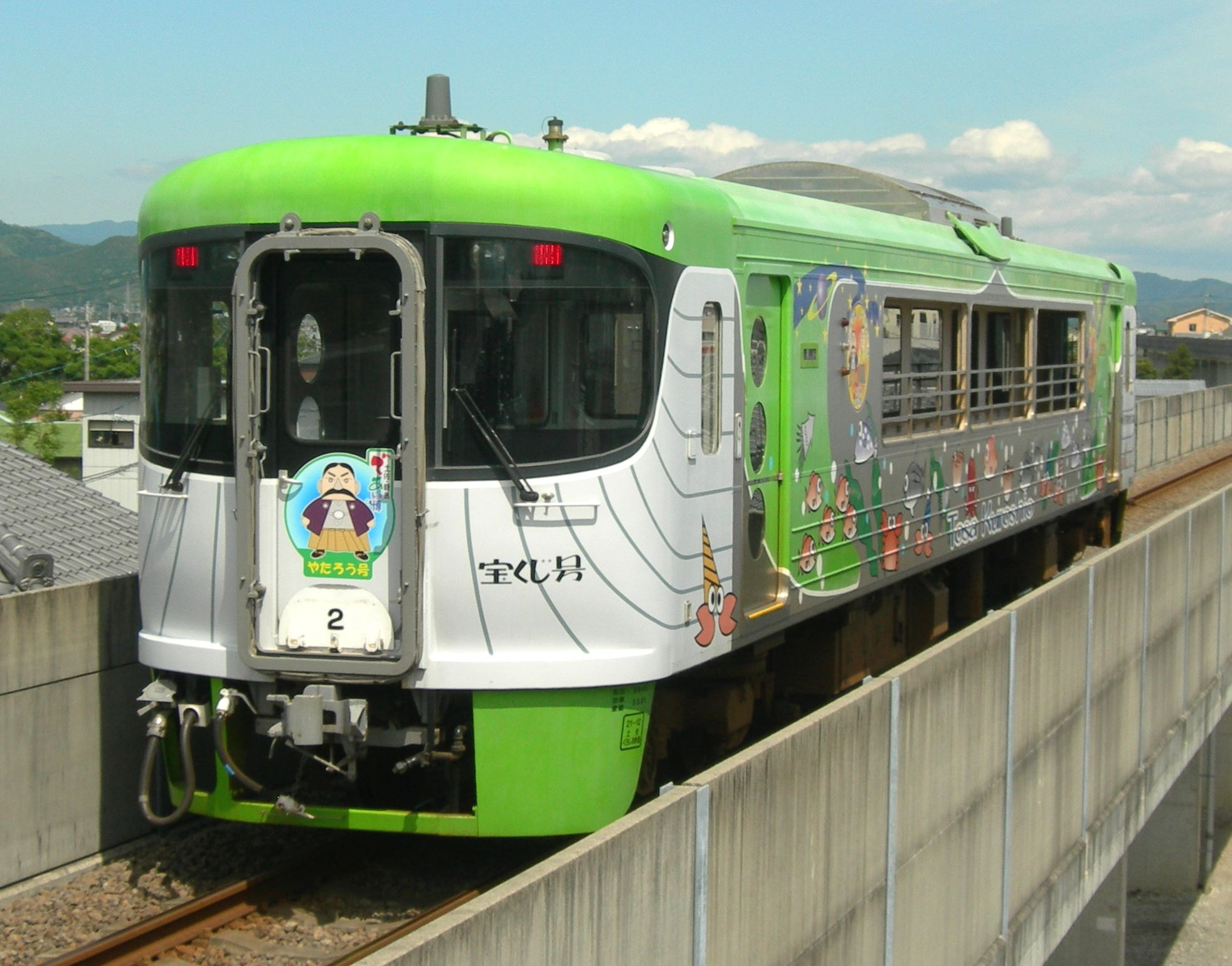
特別仕様車外観（2S）
緑色ベース

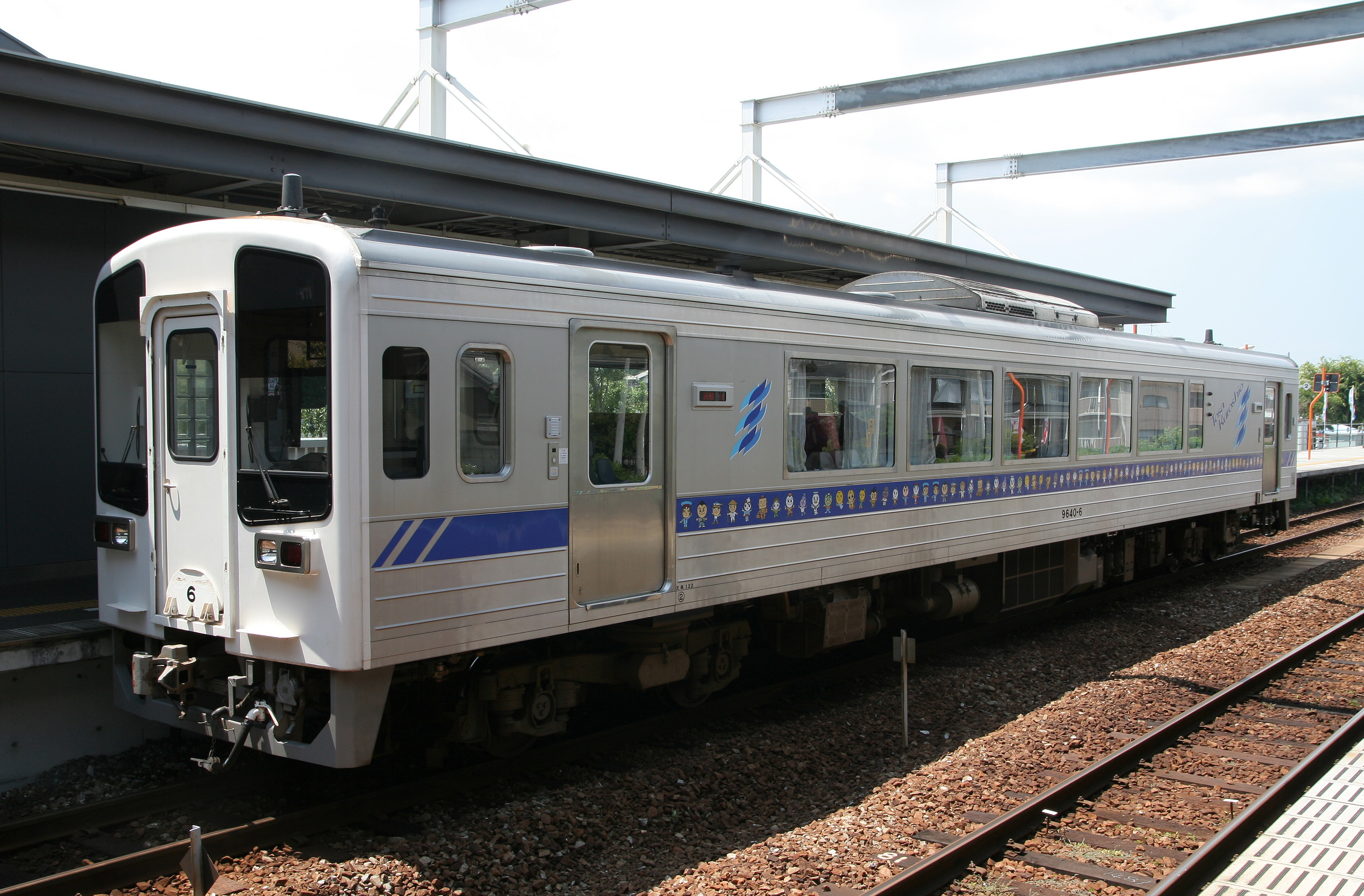
一般車（9640-6）外観

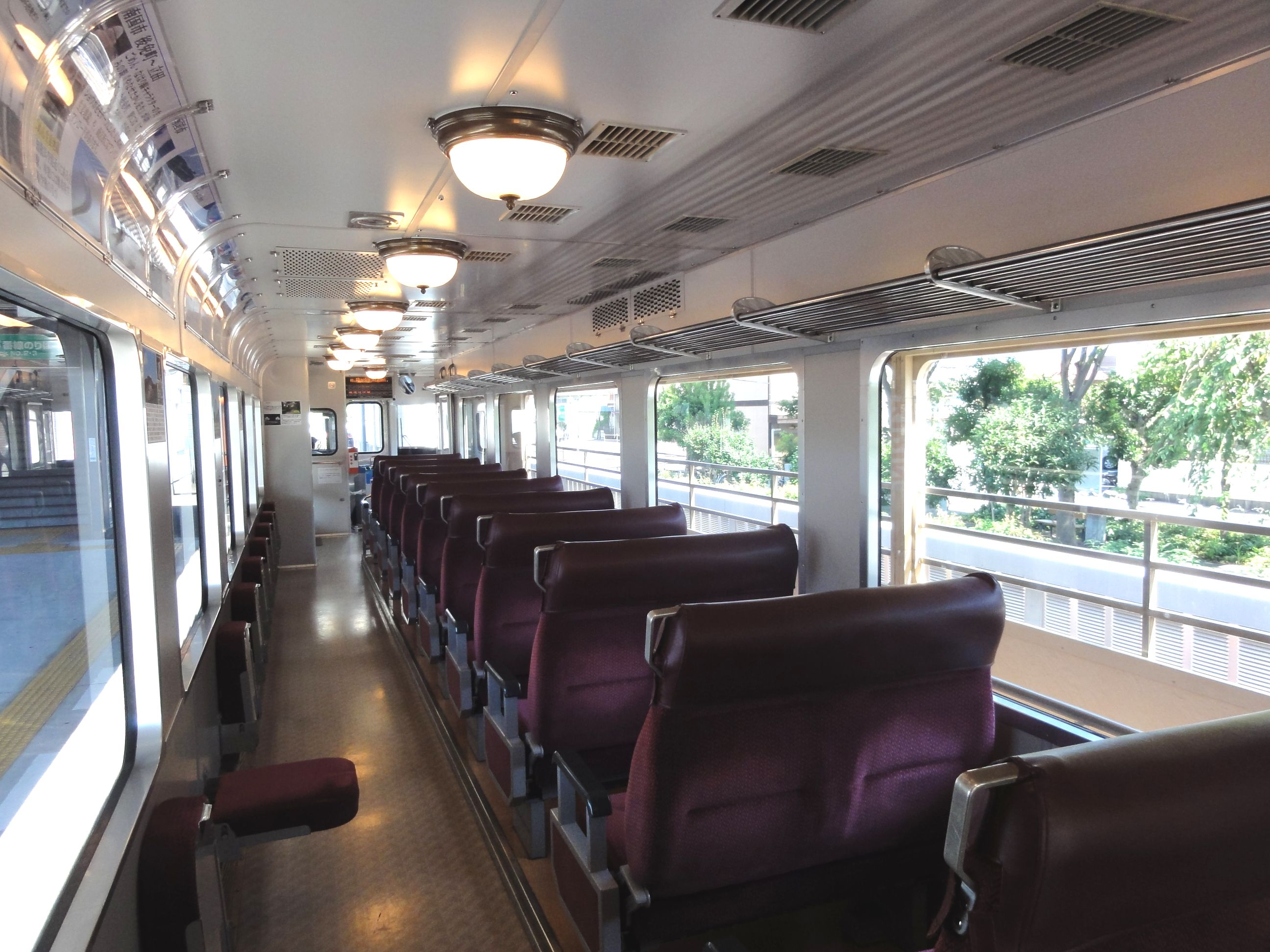
特別仕様車車内

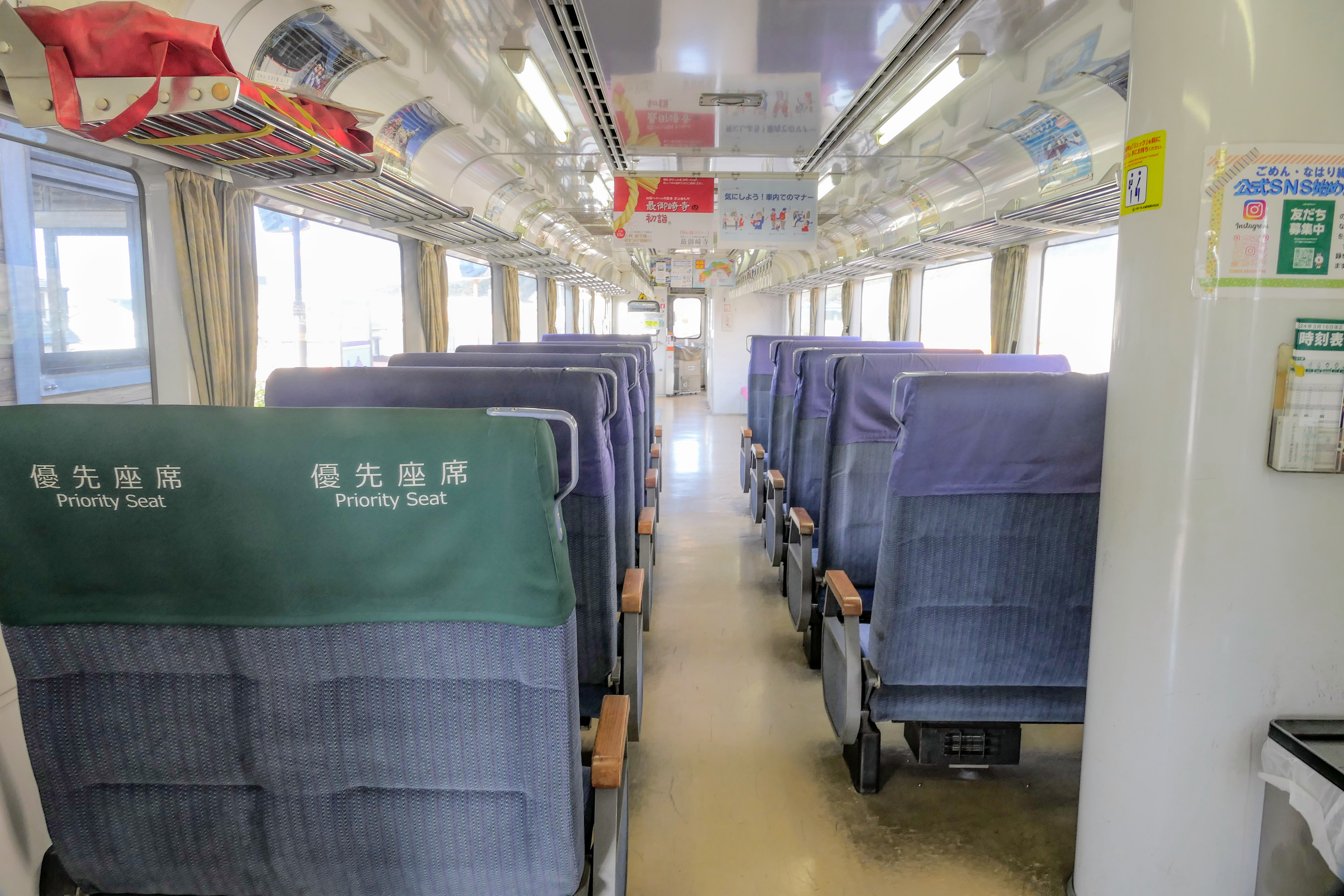
一般車車内

9640形は 富士重工業と新潟鐵工所に分散して発注され、車体全長、幅が JR四国1000形と同寸法の長さ20,800 mm、幅2,800 mm、車体材質はステンレスとなっている。第三セクター鉄道では製造者が用意した標準型に近い車両を採用する事例が多かったが、9640形は車体材質、車体長さ、幅などが標準仕様とは異なっている。特別仕様車2両と、一般型8両、お座敷対応型1両で車体の形態、内装が異なるが、全車前面貫通式、身障者対応洋式トイレ付き、乗務員室は左側で、乗務員用扉は設けられていない点は共通である。特別仕様車の先頭部は鯨をイメージした流線型、1,000 mm幅の開き戸の客用扉が片側2か所、運転室部の400 mm幅小窓の直後に設けられた。特別仕様車は海側にオープンデッキの通路を設け、海側車体外部扉間には3,300 mm幅の手すり付き開口部がある。山側側面と、オープンデッキ部の壁には1,420 mm幅の固定式窓5枚が設けられている。なお、オープンデッキ部はJR線内では使用禁止となる。それ以外の車両は運転台部に小窓2枚、運転台がない車端に小窓1枚を備え、その直後に1,000 mm幅の引き戸の客用扉が片側2か所に設けられた。海側には1,700 mm幅の固定窓6枚と630 mm幅の窓1枚が設けられ、山側はトイレ部分の1,700 mm幅の窓と、煙突部の630 mm幅の窓がない。特別仕様車には鯨をイメージした塗装が施されたが、1Sは青系、2Sは緑系で塗装され、1Sの側面はやなせたかしデザインの各駅のマスコット、2Sの海側側面には魚、山側側面には園芸農産物のイラストが描かれた。一般車車体外部側面窓下には青の帯が入り、アクセントとして各駅のキャラクターが描かれている。お座敷対応車は窓下に水色、緑色、桃色の帯がまかれ、帯の中にキャラクターが描かれている。
特別仕様車（1S、2S）は、オープンデッキとの仕切り壁に沿って2人掛転換クロスシート10組を備え、山側壁面には1人掛折り畳み式座席10脚が設置されている。2Sは日本宝くじ協会から寄贈された宝くじ号である。一般車（3 - 10）は後免寄り半分がロングシート、奈半利寄り半分が転換クロスシートで、転換クロスシートは海側に2人掛6脚、山側に5脚がある。お座敷対応車（11）は日本宝くじ協会の助成を受けた宝くじ号で、全席ロングシート、床面に畳を敷いてお座敷車として使用することができる。全車ワンマン運転用の機器を備える。特別仕様車2両、一般車のうち2両（3・4）、お座敷対応車はAV機器用の電源がある。
運転席にはモニタパネルが備えられ、サービス機器の操作、故障履歴表示などが行える。

## 走行装置
全車小松製作所製SA6D140-H-1ディーゼルエンジンを1基搭載し定格出力331 kW（450 PS）/ 2,100 rpmで使用している。動力は自冷式DW21B液体変速機を介して2軸駆動の台車に伝達される。変速機は変速1段、直結4段で、コンバータコントロールシステムと呼ばれるプログラマブルコントローラで制御される。エンジン、変速機は2000年（平成12年）登場のJR西日本キハ126系気動車と同一である。新潟鐵工所製、新潟トランシス製の6両の台車はNP133D/T（枕ばね:ボルスタレス空気ばね、軸箱支持:円錐ゴム式）、富士重工業製の5両のFU55D/Tだが、両者の外観は同一である。制動装置は 電気指令ブレーキで、JR四国1000形と連結運転することができる。

## 空調装置
空気圧縮機、発電機などの補機の駆動にはコンスタントスピードユニットと呼ばれる変速機が用いられ、ベルトを排している。冷房装置は電気式、能力30.4 kW（26,000 kcal/h）の集中式MAU-720が搭載された。暖房装置は座席下に設けたシーズ線式だが、2005年（平成17年）製の1両では温風式が併設されている。

## 改造工事
登場後、各種の改造工事が行われている。

### 車体ラッピング

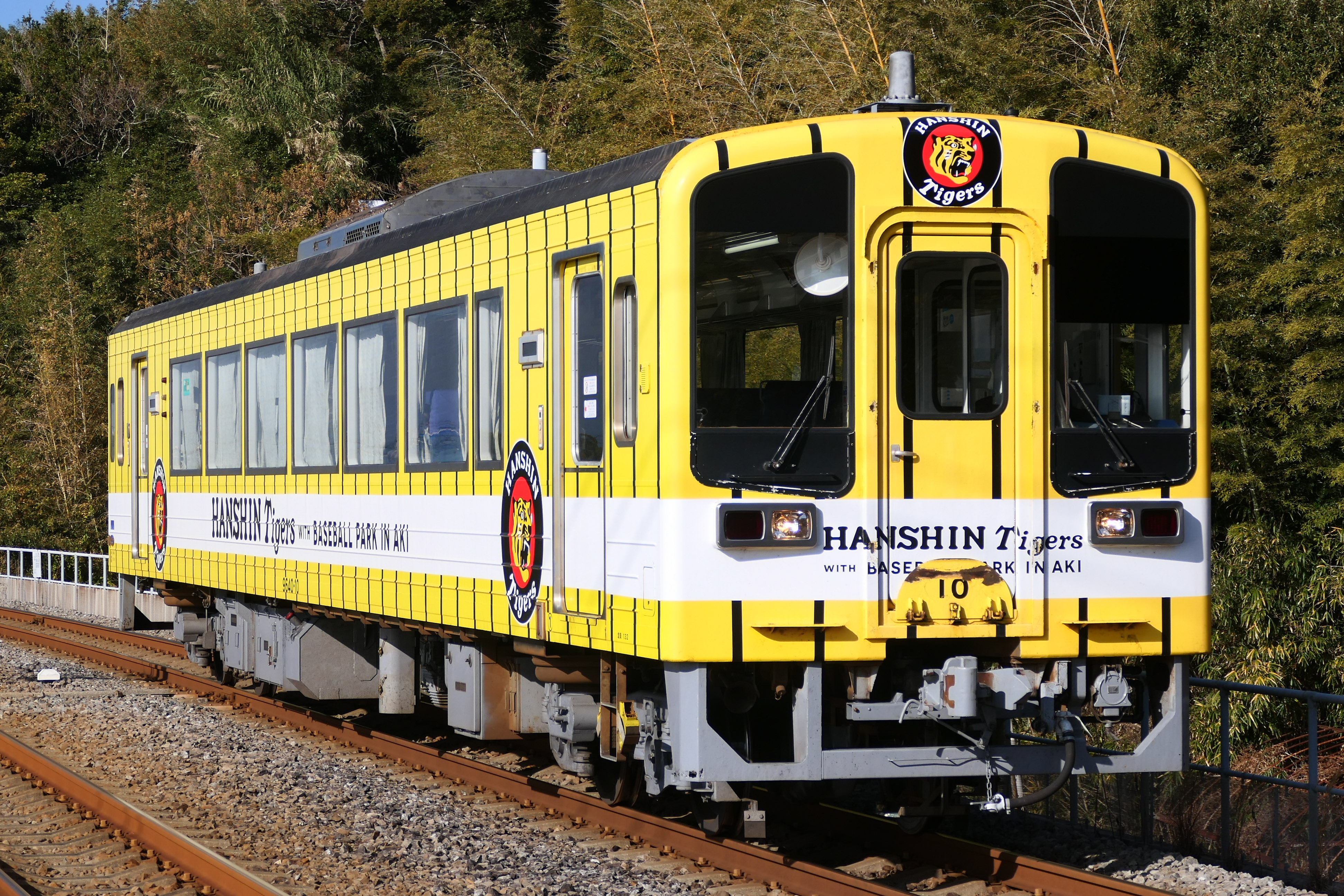
阪神タイガースラッピングが施された9640-10
（2025年1月13日 穴内駅）

2003年（平成15年）1月に9640-10に阪神タイガースのラッピングが施された。同年3月に北川村モネの庭マルモッタンと協賛し、9640-5がモネ号となっている。

### 暖房装置改造
2002年（平成14年）製の10両はシーズ線暖房のみを装備していたが、効きが悪いとの指摘があったため、一般車5両について温風暖房を追設している。

## 車歴
| 形式 | 車両番号 | 仕様       | 製造年月  | 製造所         | 廃車 | 備考                         |
| ---- | -------- | ---------- | --------- | -------------- | ---- | ---------------------------- |
| 9640 | 9640-1S  | 特別仕様   | 2002年3月 | 富士重工業     | -    | 外観青色ベース               |
| 9640 | 9640-2S  | 特別仕様   | 2002年3月 | 富士重工業     | -    | 外観緑色ベース               |
| 9640 | 9640-3   | 一般       | 2002年3月 | 富士重工業     | -    |                              |
| 9640 | 9640-4   | 一般       | 2002年3月 | 富士重工業     | -    |                              |
| 9640 | 9640-5   | 一般       | 2002年3月 | 富士重工業     | -    | モネ号                       |
| 9640 | 9640-6   | 一般       | 2002年3月 | 新潟鐵工所     | -    |                              |
| 9640 | 9640-7   | 一般       | 2002年3月 | 新潟鐵工所     | -    |                              |
| 9640 | 9640-8   | 一般       | 2002年3月 | 新潟鐵工所     | -    |                              |
| 9640 | 9640-9   | 一般       | 2002年3月 | 新潟鐵工所     | -    |                              |
| 9640 | 9640-10  | 一般       | 2002年3月 | 新潟鐵工所     | -    | 阪神タイガースラッピング仕様 |
| 9640 | 9640-11  | お座敷対応 | 2005年1月 | 新潟トランシス | -    | 手のひらを太陽に号           |

## 運用

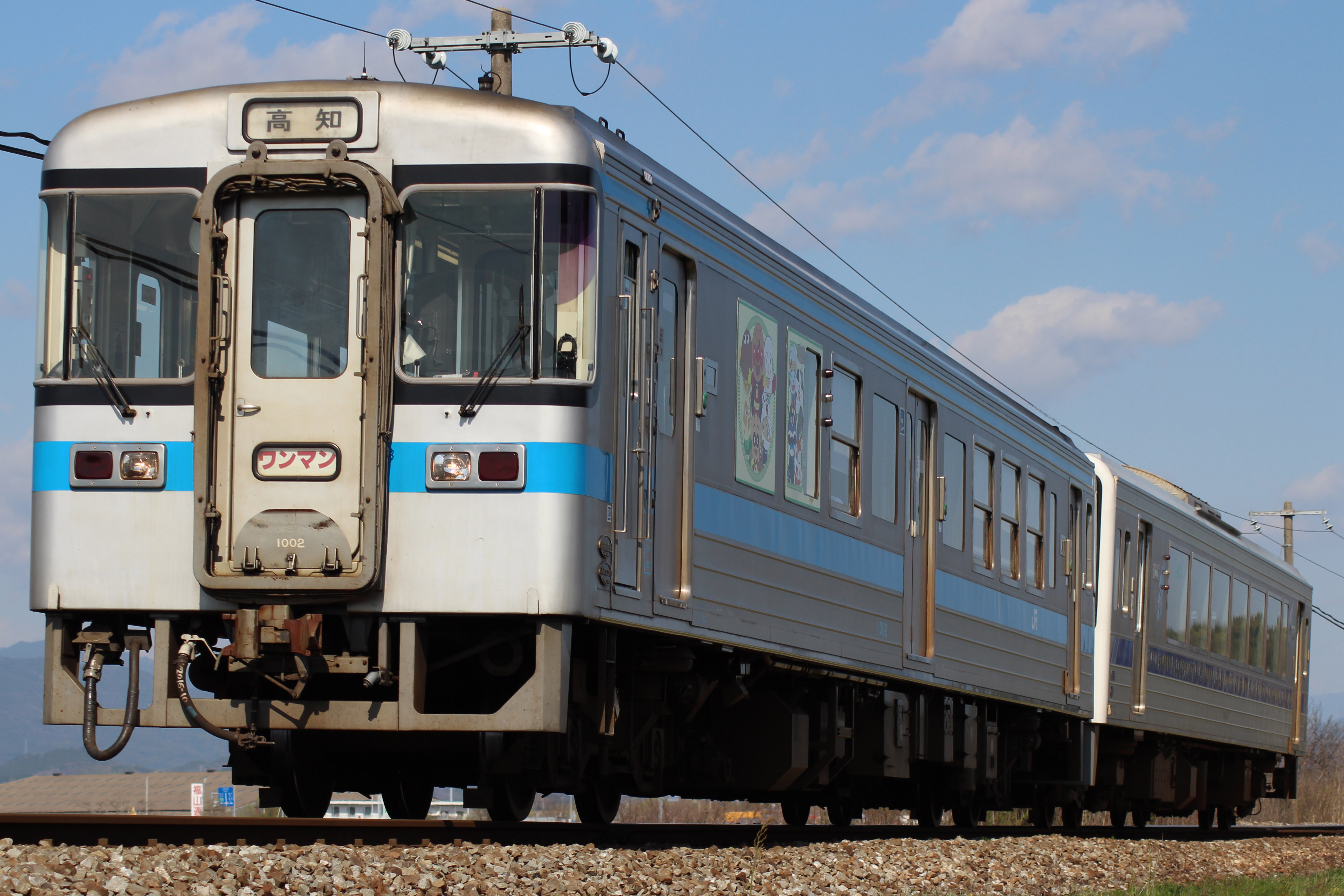
JR四国1000形と連結されて運転される9640形

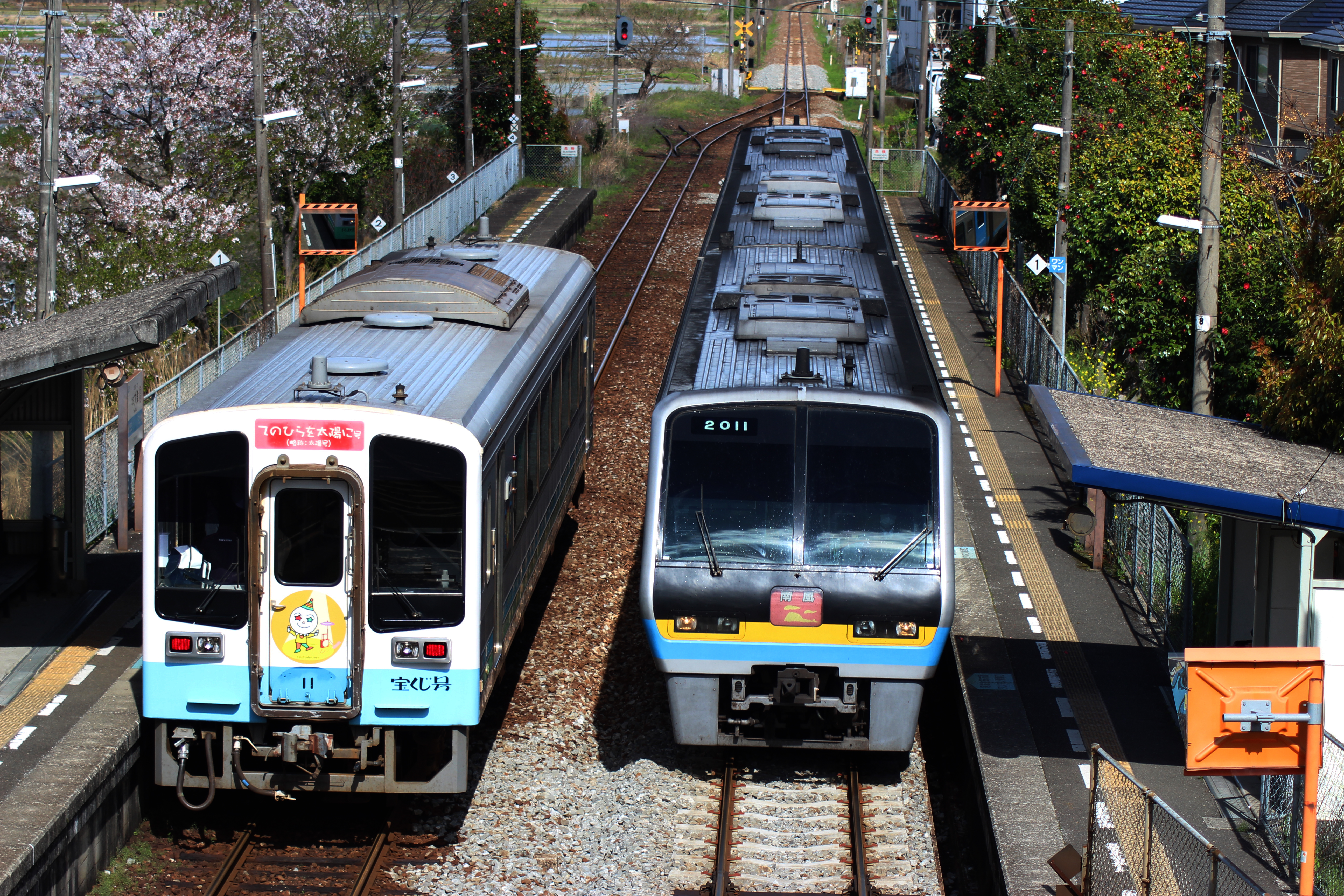
土佐山田駅乗入運用で土佐大津駅に停車する9640-11

JR土讃線の高知ー後免と土佐くろしお鉄道ごめん・なはり線の全線で運用される。
開業時は後免駅 - 安芸駅25往復、安芸駅 - 奈半利駅に17往復が設定され、後免駅 - 安芸間の8往復はJR高知駅直通の快速列車となった。朝夕各2往復はJR四国1000形と併結される運用もあるほか、2019年3月改正までは、土讃線土佐山田駅まで乗り入れる列車も2本設定されていた。特別仕様車は特定ダイヤで、GWなどの多客期には2両編成で運転される。2003年（平成15年）1月に阪神タイガースラッピングとなった9610-10は、同年3月松山市で開催されたオープン戦の際に予讃線松山駅 - 伊予市駅間で運転された。特別仕様車、一般車とも貸切列車としては使いにくい車内構造だったため、畳を敷くことでお座敷車としても使用できる全席ロングシートの9610-11が2005年（平成17年）1月に日本宝くじ協会の助成を受けて増備された。9610-11には沿線出身の漫画家やなせたかしが作詞した曲名から、「手のひらを太陽に号」の愛称がつけられた。9610-11の投入に合わせ、2005年（平成17年）3月1日から後免駅 – 安芸駅間で1往復が増発されている。9610-11製造時には新潟鐵工所は経営破綻 、富士重工業は鉄道車両の生産から撤退していたため、9610-11は新潟トランシスで製造され、高知まで航送されている。2017年（平成29年）11月には宿毛線開業20周年と、ごめん・なはり線開業15周年を記念して、JR四国1000形1038と9640-1Sの編成が奈半利駅 - 宿毛駅間で運転されている。

### 書籍
- 寺田 祐一『私鉄気動車30年』JTBパブリッシング、2006年。ISBN 4-533-06532-5。

### 雑誌記事
- 『鉄道ピクトリアル』通巻534号「鉄道車両年鑑1990年版」（1990年10月・電気車研究会）
  - 四国旅客鉄道運輸部運転車両課 谷 操「四国旅客鉄道1000形」 pp. 155-156

- 『鉄道ピクトリアル』通巻658号「<特集> レールバス」（1998年9月・電気車研究会）
  - 高嶋修一「第三セクター・私鉄向け軽快気動車の系譜」 pp. 42-55

- 『鉄道ピクトリアル』通巻708号「鉄道車両年鑑2001年版」（2002年10月・電気車研究会）
  - 「JR車両 車両諸元表」 pp. 154-156

- 『鉄道ピクトリアル』通巻723号「鉄道車両年鑑2002年版」（2002年10月・電気車研究会）
  - 「2001年度車両動向」 pp. 190-200

- 『レイルマガジン』通巻230号付録（2002年11月・ネコ・パブリッシング）
  - 岡田誠一「民鉄・第三セクター鉄道 現有気動車ガイドブック2002」 pp. 1-32

- 『鉄道ピクトリアル』通巻738号「鉄道車両年鑑2003年版」（2003年10月・電気車研究会）
  - 岸上 明彦「2002年度民鉄車両動向」 pp. 109-130
  - 土佐くろしお鉄道（株）安芸運行本部運転車両課検修係 小松 和紀「土佐くろしお鉄道 ごめん・なはり線用9640形」 pp. 174-176
  - 「民鉄車両諸元表」 pp. 180-183

- 『レイルマガジン』通巻250号（2004年7月・ネコ・パブリッシング）
  - 寺田 祐一「私鉄・三セク気動車 141形式・585輌の今!」 pp. 4-50

- 『鉄道ピクトリアル』通巻767号「鉄道車両年鑑2005年版」（2005年10月・電気車研究会）
  - 岸上 明彦「2004年度民鉄車両動向」 pp. 116-141
  - 土佐くろしお鉄道（株）安芸運行本部運転車両課検修係 小松 和紀「土佐くろしお鉄道 ごめん・なはり線用9640形増備車（お座敷対応車）」 pp. 182-183
  - 「民鉄車両諸元表」 pp. 186-191
  - 「各社別新造・改造・廃車一覧」 pp. 214-239

- 『鉄道ピクトリアル』通巻905号「【特集】 ディーゼルカー」（2015年7月・電気車研究会）
  - 「近年における気動車の技術動向」 pp. 21-27

### Web資料
- “新潟鐵工所”.   倒産した上場企業データ (2001年11月27日). 2017年11月3日閲覧。
- “株式会社SUBARU　沿革” (pdf).   SUBARU. 2018年1月7日閲覧。
- “土佐くろしお鉄道で「オープンデッキ車で行く 直通 太平洋横断列車」運転”.  railf.jp (2017年11月4日). 2018年1月8日閲覧。